# قشلاق حاجيلار (ورزقان)
قشلاق حاجيلار هي قرية في مقاطعة ورزقان، إيران. يقدر عدد سكانها بـ 11 نسمة بحسب إحصاء 2016.